# MP-412 REX
El MP-412 REX es un revólver ruso de doble acción que dispara el cartucho .357 Magnum, con apertura vertical y tiene un eyector automático. Fue diseñado para exportación (REX, Revólver para EXportación), pero nunca entró en producción por falta de un mercado para su venta.

## Descripción
El MP-412 REX es singular debido a su armazón de apertura vertical, en lugar de tener un tambor que pivota al lado como en la mayoría de revólveres modernos, así como la mitad inferior de su armazón forrada con polímero.

## Historia
Fue diseñado por la Fábrica Mecánica de Izhevsk (IZHMECH), la fábrica estatal rusa que también diseño y produjo la pistola semiautomática Makarov PM. Nunca entró en producción, posiblemente por falta de interés comercial. Esto pudo haberse debido a su diseño de apertura vertical, que es considerado más débil que el diseño moderno con tambor de apertura lateral, que es inherentemente más resistente al tener una parte superior maciza en lugar de un retén. Estados Unidos, el mayor mercado potencial, fue cerrado para este revólver debido a que era fabricado en Rusia; el presidente Bill Clinton firmó un acuerdo con el presidente ruso Boris Yeltsin en la década de 1990, prohibiendo voluntariamente la importación de armas de fuego desde Rusia a Estados Unidos.[cita requerida]

## En la cultura popular
El MP-412 REX aparece en varios videojuegos:
- Battlefield: Bad Company - la secuencia de recarga no muestra el funcionamiento del eyector automático
- Battlefield: Bad Company 2 - la secuencia de recarga no muestra el funcionamiento del eyector automático
- Battlefield Play4Free - en dos colores y con un cañón de 153 mm (6 pulgadas)
- Battlefield 3 - la secuencia de recarga muestra el funcionamiento del eyector automático
- Battlefield 4 - se le pueden instalar varios accesorios
- Call of Duty: Modern Warfare 3 - la secuencia de recarga no muestra el funcionamiento del eyector automático
- Counter-Strike Online - aparece bajo el nombre de Skull-1, bañado en oro y disparando el cartucho ficticio .50 Anti-Zombi
- Tom Clancy's Ghost Recon: Future Soldier - se le pueden instalar varios accesorios
- Bullet Force - Se le pueden instalar accesorios y también las clásicas Camos del juego para móviles